# Dünýägözel Gulmanowa
Dünýägözel Akmuhammedowna Gulmanowa (ur. 14 stycznia 1989 w Aszchabadzie) – turkmeńska polityk. Od 2023 roku zasiada w oraz przewodniczy Medżlisowi Turkmenistanu. W kwietniu 2023 roku była najmłodszą osobą przewodniczącą parlamentowi na świecie.

## Życiorys

### Młodość i edukacja
Gulmanowa urodziła się 14 stycznia 1989 roku w Aszchabadzie, stolicy Turkmeńskiej Socjalistycznej Republiki Radzieckiej.
W latach 1995–2004 uczęszczała do szkoły średniej w Aszchabadzie. W latach 2007–2012 studiowała prawo na Magtymguly adyndaky Türkmen döwlet uniwersiteti.

### Kariera zawodowa
W latach 2004–2006 najmowała gospodarstwo rolne w wiosce Bagyr (dziś część Aszchabadu) od rolniczego stowarzyszenia „Bagyr”. Od 2006 do 2007 roku pracowała jako młodsza pracownicza medyczna w szpitalu w Ruhabacie.
W latach 2012–2014 była radczynią prawną zespołu konstytucyjnego w departamencie prawnym, a w latach 2014–2015 w zespole kontroli pracy Ministerstwa Sprawiedliwości Turkmenistanu. W latach 2015–2016 odbywała staż oraz pracowała jako notariuszka w urzędzie miasta Aszchabad. W 2016 roku powróciła do pracy w Ministerstwie Sprawiedliwości na swoim poprzednim stanowisku. W 2018 roku została główną radczynią w zespole legislacji gospodarczej w departamencie prawnym.

### Działalność polityczna
Jest członkinią Demokratycznej Partii Turkmenistanu.
14 kwietnia 2021 roku Prezydent Turkmenistanu Gurbanguly Berdimuhamedow mianował ją członkinią Rady Narodowej, izby wyższej parlamentu. 48 członków jest reprezentantami turkmeńskich regionów, a 8 mianuje prezydent. Pełniła funkcję wiceprzewodniczącej komisji ds. ochrony praw człowieka i wolności.
Z powodzeniem kandydowała do Medżlisu Turkmenistanu w wyborach parlamentarnych w 2023 roku z ramienia Demokratycznej Partii Turkmenistanu z okręgu wyborczego numer 5. 6 kwietnia 2023 roku została jednogłośnie wybrana przewodniczącą izby. Została najmłodszą osobą w historii na tym stanowisku oraz najmłodszą osobą przewodniczącą parlamentowi na świecie.
Przewodniczy delegacji Turkmenistanu do Zgromadzenia Parlamentarnego Organizacji Bezpieczeństwa i Współpracy w Europie.

### Pozostała działalność
W grudniu 2023 roku została wyróżniona w zestawieniu 40 najbardziej wpływowych liderek z Azji Środkowej.

### Życie prywatne
Jest mężatką. Ma dwójkę dzieci.